# 商富汽車
商富實業股份有限公司俗稱商富汽車，設立於臺灣臺北市內湖區，自1981年（民國70年）起取得瑞典紳寶汽車的臺灣區總代理權。雖然紳寶汽車在2011年年底申請破產保護，已無推出新車款，但商富汽車依然在全臺維持六家直營、十二家授權維修廠的運作以便為車主提供服務，在臺灣車壇上傳為美談。

## 公司沿革
商富汽車創立於1981年2月18日，負責人為侯王淑昭（伸原投資股份有限公司），總經理為陳志欣。該公司取得瑞典紳寶汽車的臺灣區總代理權，負責銷售、維修保養其車款。直到2000年美國通用汽車耗資1.25億美元將紳寶汽車納入麾下，商富的代理權沒有變動。2008年底通用汽車遭逢財政困難，打算出售紳寶汽車。一開始售予瑞典科尼賽克的計劃破局，2009年12月15日中國北京汽車集團以2億美元收購紳寶9-5、9-3等三個整車平臺和兩個系列的渦輪增壓引擎、變速箱的技術所有權，以及部分生產製造模具。2010年2月荷蘭世爵汽車接手該品牌，但2011年12月19日紳寶汽車卻宣佈破產，2012年6月13日瑞典國家電動車公司正式取得紳寶的經營權。面對無車可賣的營運變化，商富汽車於2012年9月30日決定裁撤營銷部門，但維持保固與保養維修之服務。
2018年12月侯王淑昭辭去董事長一職，變更陳志欣為公司負責人，並新增董事侯傑騰（伸原投資股份有限公司）。2020年2月商富汽車宣布召回2006至2011年生產之紳寶9-3、2006至2009年間生產之紳寶9-5等車款免費更換安全氣囊，同年7月甚至將召回範圍擴大至貿易商和自辦進口的外匯車，此舉在臺灣車壇實屬罕見。2022年2月24日該公司宣布取得瑞典改裝品牌Maptun Performance AB公司之授權，提供動力升級套件。

### 延伸阅读
- 聯合文學：造車者的都市神話─專訪SAAB台灣總代理商富實業 （页面存档备份，存于）

## 外部連結
- 官方網站 （页面存档备份，存于）